# Günther Arndt
Günther Arndt né le 1er avril 1907, et mort le 25 décembre 1976 est un chef de chœur allemand.

## Carrière
Il fait des études musicales entre 1925 et 1930 à l'Académie de Berlin puis enseigne la musique de 1932 à 1940 à la Volkschochschule du Grand Berlin. Il fonde dans ce cadre la chorale Heinrich Schütz. Après la guerre, il travaille à la R.I.A.S de Berlin puis dirige à partir de 1954 le chœur de chambre de l'orchestre radio symphonique de Berlin de la R.I.A.S. En 1964 il en dirige le département musical et à partir de 1965 prend en charge la section musique de la Freie und technische hoschschule de Berlin. Il a créé des ouvrages d'auteurs modernes (Arnold Schönberg, Hans Werner Henze, Ernst Křenek, Darius Milhaud) et popularisé la musique d'Heinrich Schütz.

## Source
- Alain Pâris, Dictionnaire des interprètes Bouquins/Laffont 1989 p. 166